# Comitato interministeriale per la politica economica estera
Il Comitato interministeriale per la politica economica estera (CIPES), è stato un organismo statale italiano, istituito per definire e coordinare le linee generali della politica del commercio estero e tutte le iniziative di natura economica rivolte all’estero.

## Storia
Il CIPES, acronimo di Comitato interministeriale per la politica economica estera è stato creato con la Legge 24 maggio 1977, n. 227, durante il Governo Andreotti III.
Dal cui art. 1 (testo in vigore dall'11 giugno 1977 al 27 maggio 1998) si evince che:
"è costituito, nell'ambito del CIPE, un Comitato interministeriale, denominato Comitato interministeriale per la politica economica estera (CIPES), allo scopo di definire e coordinare le linee generali della politica del commercio estero, delle assicurazioni e dei crediti all'esportazione, della politica di cooperazione internazionale, con particolare riguardo per i Paesi in via di sviluppo, della politica degli approvvigionamenti e di ogni altra attività economica dell'Italia nei confronti dell'estero." 
È stato soppresso, assieme ad altri organismi, durante il Governo Ciampi, in base alla legge n. 537 del 24 dicembre 1993, di cui all'art. 1, comma 21:
"Sono soppressi il Comitato interministeriale per il coordinamento della politica industriale (CIPI), il Comitato interministeriale per la politica economica estera (CIPES), il Comitato interministeriale per la cinematografia, il Comitato interministeriale per la protezione civile, il Comitato interministeriale per l'emigrazione (CIEM), il Comitato interministeriale per la tutela delle acque dall'inquinamento, il Comitato interministeriale prezzi (CIP), il Comitato interministeriale per la programmazione economica nel trasporto (CIPET), il Comitato interministeriale per la lotta all'AIDS, il Comitato interministeriale per gli scambi di materiali di armamento per la difesa (CISD), il Comitato interministeriale gestione fondo interventi educazione e informazione sanitaria. Sono altresì soppressi (...) gli altri comitati interministeriali, che prevedano per legge la partecipazione di più Ministri o di loro delegati."
Le sue funzioni sono state delegate al Comitato interministeriale per la programmazione economica.